# Pseudospingus
Pseudospingus é um gênero de pássaro]s da família tanager Thraupidae. Eles são encontrados em florestas montanhosas na América do Sul.

## Taxonomia e lista de espécies
As duas espécies agora colocadas neste gênero foram anteriormente atribuídas ao gênero Hemispingus. Um estudo filogenético molecular publicado em 2014 descobriu que Hemispingus era polifilético e como parte do rearranjo subsequente, o gênero Pseudospingus foi ressuscitado para essas duas espécies. O gênero foi introduzido por Hans von Berlepsch e Jean Stolzmann em 1896. A espécie tipo foi posteriormente designada como o hemispingus monótono. O nome Pseudospingus combina os pseudos gregos antigos que significa "falso" ou "outro" com spingos que significa finch "tentilhões".

## Espécies
As duas espécies do gênero são:
| Imagem | Nome comum                  | Nome científico          | Distribuição                         |
| ------ | --------------------------- | ------------------------ | ------------------------------------ |
|        | Hemispingus xanthophthalmus | Pseudospingo xantoftalmo | Bolívia e Peru.                      |
|        | Hemispingo de cabeça preta  | Pseudospingus verticalis | Colômbia, Equador, Peru e Venezuela. |